# Кьянке
Кьянке (итал. Chianche) — коммуна в Италии, располагается в регионе Кампания, в провинции Авеллино.
Население составляет 596 человек (2008 г.), плотность населения составляет 88 чел./км². Занимает площадь 7 км². Почтовый индекс — 83010. Телефонный код — 0825.
Покровителем коммуны почитается святой Феликс, празднование 14 января.

## Демография
Динамика населения:

## Администрация коммуны
- Официальный сайт: http://www.comune.chianche.av.it